# Jeneiry Rosario
Jeneiry Wismery Rosario Hernandez (Santo Domingo, 9 de fevereiro de 2003) é uma jogadora de vôlei de praia dominicana.

## Carreira
Em 2022 disputou com Julibeth Payano  a etapa de Varadero pelo circuito NORCECA e qualificaram após terceiro lugar no qualificatório NORCECA em Punta Cana e disputaram o Campeonato Mundial de Vôlei de Praia de 2022 em Roma.